# Fantasio (Offenbach)

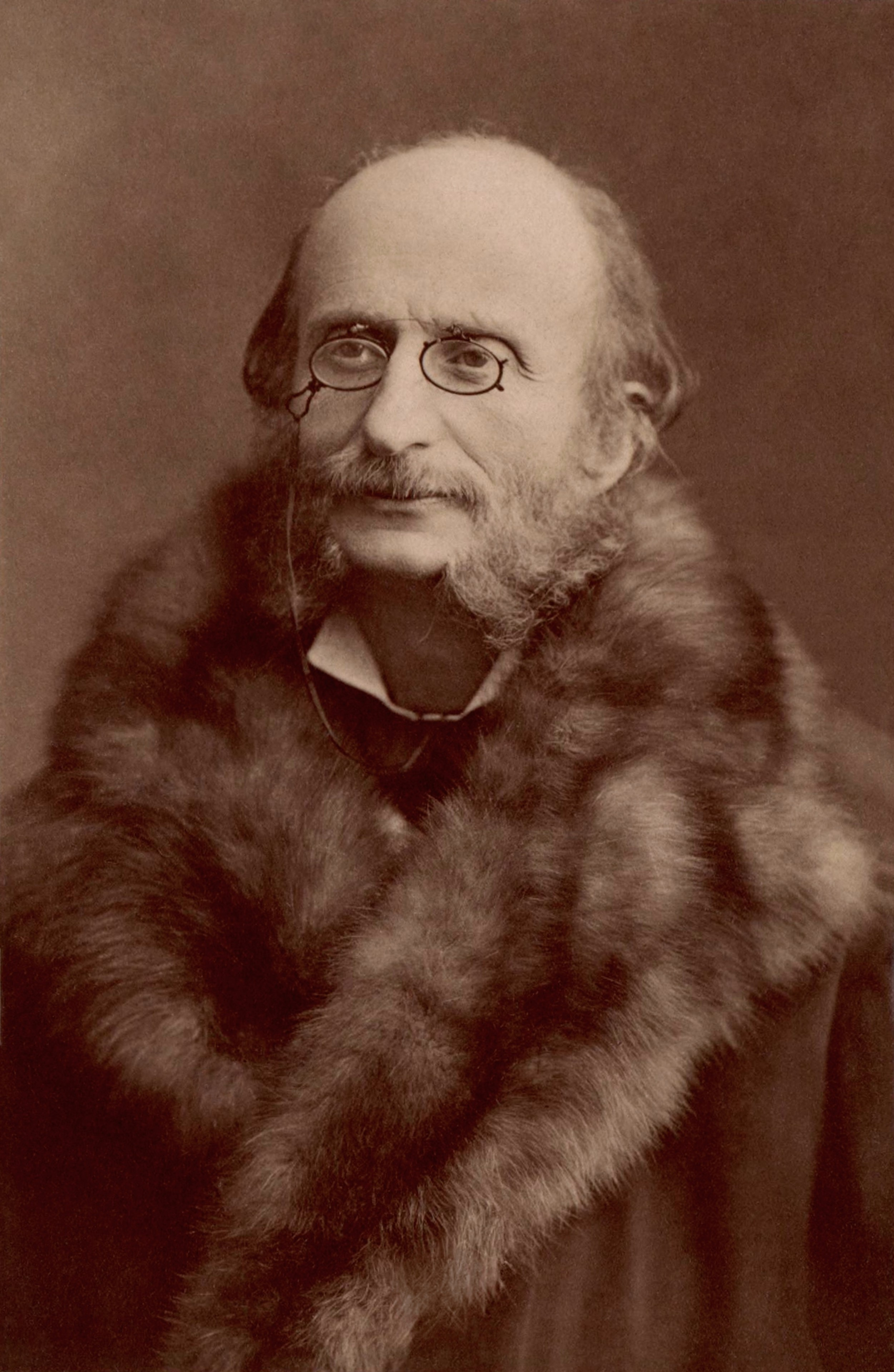
Jacques Offenbach

Fantasio är en opéra comique i tre akter med musik av Jacques Offenbach. Librettot var skrivet av Paul de Musset och byggde på pjäsen med samma namn av brodern Alfred de Musset från 1834.. Den hade premiär den 18 januari 1872 på Opéra-Comique i Paris. Trots att verket idag anses som ett mästerverk kom den att spelas endast 14 gånger innan den föll i glömska. År 2000 fick Fantasio nypremiär på Operan i Metz och 2017 på Théâtre du Châtelet.

## Historia
Mussets pjäs publicerades 1834 i tidskriften Revue des Deux Mondes och hade premiär 1866 i Paris där den framfördes 30 gånger. Två "nya" verk var planerade för Salle Favart (Opéra-Comique) 1872, då teatern återupptog sin repertoar efter det Fransk-tyska kriget 1870-71 och Pariskommunen 1871; Fantasio av Offenbach och Figaros bröllop av Mozart.
Valet av Fantasio som operaprojekt ansågs som ett djärvt val, då Mussets komedi inte hade varit någon större succé som pjäs. Repetitionerna hade påbörjats i början av 1870, men kriget och det efterföljande nederlaget hade försenat uppsättningen i två år. Ursprungligen var det tänkt att ensemblen skulle bestå av Victor Capoul som tenoren Fantasio, Joseph-Antoine-Charles Couderc som prinsen, Potel som Marinoni, Gailhard som Spark, Mlle Dalti som Elsbeth och Moisset som page. Men vid premiären två år senare återstod endast Moisset och Potel i sina roller; Célestine Galli-Marié tog över titelrollen, nu som mezzosopran, Ismaël tog över som prinsen, Léon Melchissédec som Marinoni och Marguérite Priola som Elsbeth.
Allt sedan sina tidiga framgångar i Paris hade Offenbach varit föremål för många elaka påhopp i pressen och dessa hade intensifierats under fransk-tyska kriget. Även Georges Bizet hemföll åt attacker emot den "infernaliske Offenbach". Författaren Yon hävdar att Offenbachs känslighet för kritik kan härledas till hans identifikation med titelrollen i Fantasio - den bittre clownen.
Offenbach blev förtvivlad när operetten togs bort från repertoaren och skrev ett klagobrev till operachefen Camille du Locle. Senare skulle Offenbach återanvända studentkören från första akten av Fantasio i sin opera  Hoffmanns äventyr, där den dels blev studentkören i operans första akt, dels rösten till Antonias moder i tredje akten utöver ett tema från ouvertyren till Fantasio.
Verket är tillägnat Eduard Hanslick.

## Personer
| Roller                           | Röststämma  | Premiärbesättning 18 januari 1872 (Dirigent: Adolphe Deloffre) |
| -------------------------------- | ----------- | -------------------------------------------------------------- |
| Fantasio, en student             | mezzosopran | Galli-Marié                                                    |
| Kungen av Bayern                 | bas         | Bernard                                                        |
| Prinsessan Elsbeth, hans dotter  | sopran      | Marguérite Priola                                              |
| Prinsen av Mantua                | baryton     | Ismaël                                                         |
| Marinoni, prinsens adjutant      | tenor       | Potel                                                          |
| Flamel, page till Elsbeth        | mezzosopran | Gabrielle Moisset                                              |
| Spark, en student                | basbaryton  | Léon Melchissédec                                              |
| Facio, en student                | tenor       | Idrac                                                          |
| Max, en student                  | tenor       | Mennesson                                                      |
| Hartmann, en student             | bas         | Julien                                                         |
| Kör: Hovfolk, folkhop, studenter |             |                                                                |

## Handling

### Akt 1
Ett torg i gryningen; palatsportar och en terrass på ena sidan, en taverna och en skräddaraffär på andra
Stadsborna sjunger glatt om freden som kommer följa på det förestående bröllopet mellan prinsen av Mantua och prinsessan av Bayern. Ungdomarna ser fram emot sång och dans, och en grupp frigivna fångar firad. Några fattiga studenter (Spark, Hartmann och Facio) gör entré och önskar förena sig i glädjen trots folkets förakt. Kungen och hans vakter kommer ut från palatset. Kungen annonserar prinsens ankomst och uppmuntrar festligheterna. En hovman förklarar att prinsessan Elsbeth sörjer sin hovnarr. Prinsens adjutant Marinoni ställer frågor om festligheterna och prinsessan men hånas av studenterna. Fantasio kommer in och sjunger en ballad till månen. Elsbeths page ber studenterna vara tysta då de stör prinsessan. De går in på tavernan i stället. Elsbeth besjunger om livets lycka men Fantasio frågar henne om hon verkligen är kär - i en fullständig främling. Elsbeth blir förvirrad och lämnar platsen medan hon upprepar Fantasios ord. Hovnarrens begravningståg passerar och Fantasio får idén att ta dennes gestalt för att komma nära prinsessan. Han och Sparl går till skräddaren och skaffar en kostym. Detta kommer dessutom hjälpa honom att undvika bli arresterad av polisen för sina skulder. Den pompöse prinsen av Mantua och hans adjujtant Marinoni kommer in. Prinsen ämnar också klä ut sig till en tjänare för att utröna sin kommande bruds tankar och känslor. Han byter kläder med adjutantetn. Studenterna och Fantasio kommer in, den senare nu som hovnarr. Två vakter släpper av misstag in honom i palatset och han ser fram emot att möta prinsessan igen.

### Akt 2
Palatsträdgården
Elsbeth, hennes page och hovdamerna promenerar i trädgården. Hon vill hellre prata om sin hovnarr än om sitt bröllop. Hon sänder iväg sällskapet men upptäcker snart Fantasio och fascineras av den okände narren. Kungen, prinsen och Marinoni (utklädda till varandra) kommer in. Elsbeth är inte imponerad av adjutantens sång. När hon blir ensam med Fantasio fortsätter han så tvivel om ett bröllop med prinsen, och hon önskar sig ett skäl till att skjuta upp bröllopet. Hovnarren kommer in och medan Marinoni (som prinsen) sjunger en pompös sång om skönhet klättrar Fantasio upp i ett träd och lyfter av peruken från den falske prinsen. Bröllopet stoppas och Fantasio förs bort.

### Akt 3
Scen 1 – ett fängelse
Fantasio gläder sig åt att ha stoppat bröllopet, men när Elsbeth besöker honom i cellen säger hon att hon måste gå vidare med bröllopsplanerna för att undvika diplomatiska förvecklingar. Fantasio tar av sig förklädnaden och sjunger balladen från akt 1. Prinsessan rörs av sången och bestämmer sig för att hjälpa honom att fly genom att ge honom nycklarna till palatsträdgården.
Scen 2 – borggården framför kungens palats
Fantasio är tillbaka i sina studentkläder och lugnar sina vänner som var beredda att befria. Under tiden är kungen och prinsen i färd med att förklara varandra krig. Fantasio utmanar prinsen på duell men prinsen backar och avsäger sig bröllopet och återvänder till Mantua. Fantasio ber om fred och benådas av kungen. Elsbeth utnämner honom till prins efter att ha förhindrat ett krig. Fantasio erbjuder sig att återlämna nycklarna men hon ber honom behålla dem.